# Cuscuta squamata
Cuscuta squamata är en vindeväxtart som beskrevs av Georg George Engelmann. Cuscuta squamata ingår i släktet snärjor, och familjen vindeväxter. Inga underarter finns listade i Catalogue of Life.